# 毛梦索
毛梦索（Mao Mengsuo，1989年6月15日—2010年6月12日），已故中国足球运动员，场上位置是边锋，曾效力于香港甲组足球联赛球队大埔足球会。2010年6月在西藏支教的途中因车祸逝世。

## 俱乐部生涯
毛梦索出生在湖南省长沙市，2002年曾经在八一振邦足球学校训练，八一足球队解散后，又到海南省继续足球训练。
2006年，毛梦索前往香港，加盟首次升入香港甲组足球联赛的大埔足球会，并在2008年进入球队的一线名单。2009年5月17日，毛梦索在香港足总杯大埔3比0击败屯門普高的比赛中替补出场，首次亮相职业比赛。2009-10赛季，毛梦索没有在联赛中获得出场机会，在预备组联赛中出场13次，打进1球。

## 逝世
2010年6月，毛梦索和女朋友李卓玲前往西藏支教，6月12日在林芝业拉山遭遇车祸逝世。事后，大埔足球会宣布为纪念毛梦索，将永久封存其生前穿着的16号球衣，後於2016年由陳俊樂再度穿起。